# Bogalinac
Bogalinac (cyr. Богалинац) – wieś w Serbii, w okręgu pomorawskim, w gminie Rekovac. W 2011 roku liczyła 118 mieszkańców.